# Marvin Kleihs
Marvin Kleihs (* 19. März 1994 in Stendal) ist ein deutscher Fußballspieler.

## Werdegang
Kleihs begann seine fußballerische Laufbahn beim TuS Schwarz-Weiss Bismark, bevor er 2006 im Alter von 12 Jahren in die Jugendabteilung des VfL Wolfsburg wechselte. Mit der U19 gewann er in der Saison 2012/13 den Deutschen A-Junioren-Meistertitel. Kurz darauf erhielt er einen ersten Profivertrag für die Zweite Mannschaft in der Fußball-Regionalliga Nord. Nachdem er in seinem ersten Jahr nur zu vier Einsätzen gekommen war, gehörte er ab der Saison 2014/15 zum festen Stammpersonal. Im Sommer 2017 verließ er nach 89 Spielen und vier Toren Wolfsburg und unterschrieb beim Zweitligaabsteiger Würzburger Kickers einen Zweijahresvertrag bis 2019. Sein Ligadebüt für die Würzburger gab er bereits am ersten Spieltag der Saison 2017/18, als er gegen den SV Meppen in der 27. Minute für Maximilian Ahlschwede eingewechselt wurde. Nach nur drei Drittligaspielen in der Hinrunde wechselte Kleihs zur Rückrunde 2017/18 zum SC Weiche Flensburg 08. Mit der Mannschaft wurde er Meister der Regionalliga Nord. Zur Saison 2018/19 verpflichtete ihn der Berliner AK 07 aus der Regionalliga Nordost.
2019 ging er zum Ligarivalen BFC Dynamo, wo er bis 2023 blieb.
Im Herbst 2023 wechselte er zu Tennis Borussia Berlin.

## Erfolge
- Deutscher A-Junioren-Meister 2013 (mit dem VfL Wolfsburg)